# Hummel (artilleri)
Hummel ("humlan") var en tysk bandartillerivagn under andra världskriget beväpnad med en 15cm haubits. Hummel tillfördes de tyska pansar- och pansargrenadjärdivisionernas artilleriregementen, både i armén och Waffen-SS, från och med mitten av 1943 med på papperet 6 vagnar. Tillsammans med Wespe bildades bepansarade artilleribataljoner med 6 Hummel och 12 Wespe i varje pansardivisions artilleriregemente (återigen på papperet, i realiteten var det ofta brist på fordon). Hummel var ett mycket effektivt vapensystem som gav pansardivisionernas artilleri ökat skydd och rörlighet, något som behövdes under rörliga pansarstrider. Första insatsen var vid pansarslaget vid Kursk i juli 1943 där omkring 100 vagnar användes. Vagnen sattes in på östfronten 1943-45, västfronten 1944-45 samt Italien. Totalt byggdes 714 vagnar med haubits och 157 utan för ammunitionstransport.

## Utveckling

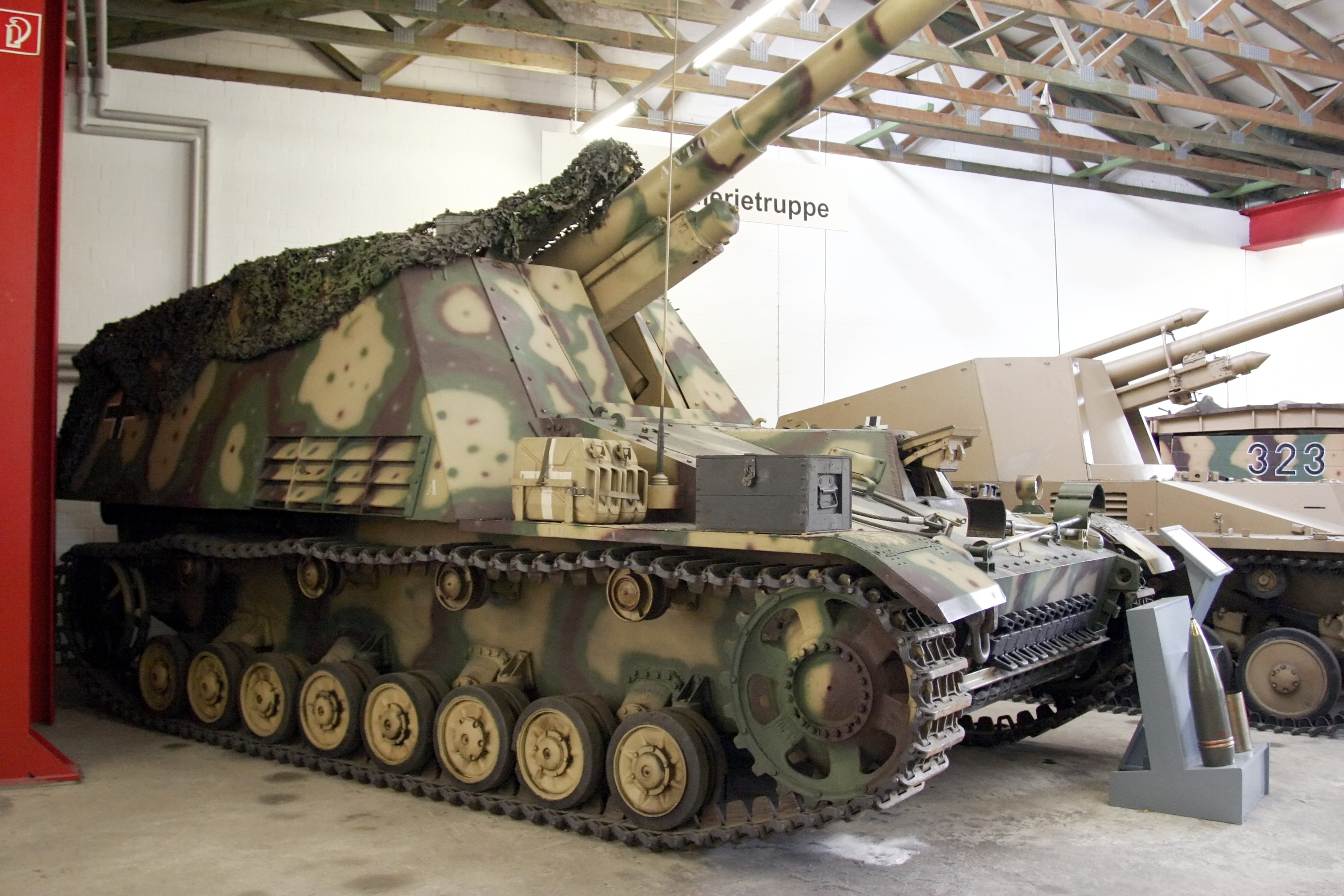
Hummel på museum. Här syns tydligt att dess chassi är baserat på stridsvagnen Panzer IV.

För att förse det tyska pansar- och pansargrenadjärdivisionerna med artilleriunderstöd som kunde följa med i snabba framryckningar över oländig mark så föreslog Waffenamt att den lätta fälthaubitsen 10,5 cm leFH 18 skulle monteras på chassit till Panzer III eller Panzer IV. Den 25 juli 1942 att istället montera en 15 cm sFH 18 haubits på något av chassina eftersom chassit till den mycket lättare Panzer II hade befunnits lämpligt att montera den lätta fälthaubitsen på. Alkett fick uppdraget att utveckla fordonet och i oktober 1942 presenterades en prototyp för Hitler. Hummel var tänkt att vara en temporär lösning tills ett specialutvecklat chassi för självgående artilleripjäser kunde utvecklas och sättas i produktion.

## Egenskaper
Hummel byggdes på ett förlängt chassi från stridsvagnen Panzer IV, den behöll också löphjulen från Panzer IV även om placeringen ändrades. Motor och växellåda hämtades från Panzer III, motorn flyttades från bakändan av chassit till mitten. Denna flytt av motorplacering kan låta som en stor konstruktionsändring, men då den svansmonterade motorn via en kardanaxel drev den frontmonterade växellådan så innebar motorflytten inget större ingrepp i drivlinan än att man kortade av en kardanaxel. 15 cm sFH 18 haubitsen monterades i en överbyggnad med öppet tak mitt ovanför motorn med utrymme för den del av besättningen som betjänade kanonen i bakänden. Föraren och radiooperatören behöll sin placering i fronten från Panzer IV. Överbyggnaden var tämligen lätt pansrad men då vagnen inte var tänkt att användas i frontlinjen så var det fullt tillräckligt då den skyddade mot lättare splitter från artillerigranater och bomber. Chassit från Hummel kom även att användas till pansarvärnskanonvagnen Nashorn.

## Varianter
714 exemplar byggdes av grundvarianten med haubits.
Det byggdes även 157 fordon (Munitions Fahrzuge) utan haubits som användes för att transportera ammunition till övriga pjäser i batteriet.

## Bevarade exemplar
- Munster stridsvagnsmuseum (Tyskland)